# Smilebit
Smilebit — японська компанія розробник відеоігор для Сеґа, відома створенням ігрової серії Jet Set Radio. Раніше була підрозділом Сеґа, відомим як AM6. Включає в себе кілька колишніх членів Team Andromeda, розпалася 1998 року. 1 липня 2004 року компанія знову об'єдналася з Sega, після злиття Sega та Sammy. Зараз відомі як Sega Sports R&D Department або Sega Sports Japan. 

## Ігри, розроблені як Smilebit
- Sega Rally 2 — (1998) (Dreamcast) [1]
- Jet Set Radio — (2000) (Dreamcast)
- The Typing of the Dead — (2000) (Dreamcast, ПК)
- Hundred Swords — (2001) (Dreamcast, ПК)
- Derby Tsuku 2 — (2001) (Dreamcast)
- Jet Set Radio Future — (2002) (Xbox)
- Soccer Tsuku 2002: J-League Pro Soccer Club wo Tsukurou! — (2002) (PlayStation 2)
- Baseball Advance — (2002) (Game Boy Advance)
- J-League Pro Soccer Club wo Tsukurou! Advance — (2002) (Game Boy Advance)
- The Typing of the Dead 2003 — (2002) (ПК)
- GunValkyrie — (2002) (Xbox)
- Panzer Dragoon Orta — (2003) (Xbox)
- Derby Tsuku 3: Derby Uma o Tsukurō! — (2003) (Nintendo GameCube, PlayStation 2)
- J-League Pro Soccer Club wo Tsukurou! 3 — (2003) (PlayStation 2)
- The Typing of the Dead 2004 — (2003) (ПК)
- J-League Pro-Soccer Club wo Tsukurou! '04 — (2004) (PlayStation 2)
- Derby Tsuku 4: Derby Uma o Tsukurō! — (2004) (PlayStation 2)

## Ігри, розроблені як Sega Sports Japan
- Virtua Striker 4 (2005) (Аркадний автомат)
- Virtua Striker 4 Ver. 2006 (2006) (Аркадний автомат)
- Mario & Sonic at the Olympic Games (2007/2008) (Wii, Nintendo DS)
- Mario & Sonic at the Olympic Winter Games (2009) (Wii, Nintendo DS)
- Mario & Sonic at the London 2012 Olympic Games (2011/2012) (Wii, Nintendo 3DS)